# Білкове Гуменце
Білкове Гуменце (словац. Bílkove Humence) — село, громада округу Сениця, Трнавський край. Кадастрова площа громади — 4.1 км².
Населення 204 особи (станом на 31 грудня 2020 року). Поруч протікає Шаштінський потік.

## Історія
Білкове Гуменце згадується 1828 року.

## Населення
| Рік:            | 1994. | 2004.    | 2014.   | 2024.   |
| --------------- | ----- | -------- | ------- | ------- |
| Кількість осіб: | 246   | 217      | 206     | 194     |
| Різниця:        |       | -11,78 % | -5,06 % | -5,82 % |

| Рік:            | 2023. | 2024.   |
| --------------- | ----- | ------- |
| Кількість осіб: | 193   | 194     |
| Різниця:        |       | +0,51 % |